# Pietro Andrea Ziani
Pour les articles homonymes, voir Ziani.
Pietro Andrea Ziani (né en 1616 à Venise et mort le 12 décembre 1684 à Naples) est un organiste et un compositeur italien du XVIIe siècle. Il est l'oncle de Marc'Antonio Ziani, lui aussi compositeur.

## Biographie
Pietro Andrea Ziani est notamment directeur musical à Bergame, où il succède à ce poste à Maurizio Cazzati.

## Œuvres
Ses travaux musicaux se composent notamment de l'opus L'Assalone punito (1667) et des opéras suivants : 
- La ricreazione burlesca (1663)
- L'invidia conculcata della virtù, merito, virtù, merito, valore di Leopoldo imperatore (1664)
- Cloridea (1665)
- Circe (1665)
- L'Elice (1666)
- La Galatea (1667)
- Semiramide (1670)
- Attila (1672)